# Four Embarcadero Center
Four Embarcadero Center is een wolkenkrabber in San Francisco, Verenigde Staten. Het gebouw ligt aan 55 Clay Street en maakt deel uit van het Embarcadero Center. In 1981 werd het gebouw geopend.

## Ontwerp
Four Embarcadero Center is 173,74 meter hoog en telt 45 verdiepingen. Het is door John Portman & Associates in modernistische stijl ontworpen en heeft een verhuurbaar oppervlak van 86.940 vierkante meter. De twee ondergrondse verdiepingen bevatten een parkeergarage met 221 parkeerplaatsen. Het gebouw bevat in totaal 23 liften, waarvan 18 personenliften, 3 goederenliften en 2 shuttle liften.